# 地球ぎ
『地球ぎ』（ちきゅうぎ）は、松澤由美の11作目のシングル。2003年1月18日にコロムビアミュージックエンタテインメントから発売された。

## 概要
- シングル作品としては前作『哀しいよ』以来約1年6か月ぶりの発表である。
- 当時、楽曲コンペのみでの参加であったが、それまでの経歴をタイアップ原作者である車田正美やアニメ監督へ伝えたところ、自身の歌唱での発表となった。楽曲コンペにはそれまでの『聖闘士星矢』楽曲とは違う「弱さのなかにある強さ」を表現。一度はエンディングとなる「君と同じ青空」のみとなったが、後日音楽監督の推薦によりオープニング「地球ぎ」も決定。[要出典]
- 同楽曲は海外において高く評価されており、南米ではカバーもされている。[要出典]

## 収録曲
全曲 作詞：松澤由美、作曲：松澤由美・高井ウララ、編曲：西田マサラ&Yumimania+
1. 地球ぎ
OVA『聖闘士星矢 冥王ハーデス十二宮編』オープニングテーマ
2. 君と同じ青空
OVA『聖闘士星矢 冥王ハーデス十二宮編』エンディングテーマ
3. 君と同じ青空（ビデオ・サイズ）
4. 地球ぎ（オリジナル・カラオケ）
5. 君と同じ青空（オリジナル・カラオケ）